# Vinča
Vinča (Servisch: Винча) is een plaats in de Servische gemeente Grocka. De plaats telt 5815 inwoners (2002).